# 严开元
严开元（1900年—1980年10月23日），字善甫，山西河津人，中华人民共和国政治人物。

## 生平
生于山西河津县上井村西社。12岁本县高小就读，后入太原省立第一模范小学。1915年考入北京清华学堂。1924年赴美留学，进入伊利诺伊大学化工系。1926年毕业，获学士学位；9月，转入麻省理工学院，继续进修化工。1928年6月获硕士学位；旋入纽约哥伦比亚大学研究显微晶体分析法；同年9月回国到北平。1929年任河北省工商厅技工。后任天津海河整理委员会翻译、天津水产专科学校教授。1935年，任山西大学理学院化学教授、绥靖公署主任办公室秘书。抗战爆发后返乡。1941年赴陕西宜川秋林镇，任教于山西大学。1946年返太原，继续任山西大学教授兼教务长。
中华人民共和国成立后，历任山大教务长、化丁系主任、山西化工学院副院长、太原工学院副院长、山西省各界人民代表会议代表、政治协商委员、全国政协委员、山西省政协一、二、三届委员、常委；1978年12月至1980年10月，担任山西省政协副主席，山西省文教委员会委员、九三学社中央委员、太原分会副主任委员、主任委员等职。1980年10月23日病逝，终年80岁。